# Бучје (Трстеник)
Бучје је насеље у Србији у општини Трстеник у Расинском округу. Према попису из 2022. било је 320 становника (према попису из 1991. било је 592 становника). Бучје је познато по цркви Свете Ане, недалеко од Винарије Милосављевић.

## Демографија
У насељу Бучје живи 373 пунолетна становника, а просечна старост становништва износи 45,7 година (45,4 код мушкараца и 45,9 код жена). У насељу има 125 домаћинстава, а просечан број чланова по домаћинству је 3,66.
Ово насеље је у потпуности насељено Србима (према попису из 2002. године).
|  |

| Демографија | Демографија | Демографија |
| Година      | Становника  | Становника  |
| ----------- | ----------- | ----------- |
| 1948.       | 765         |             |
| 1953.       | 720         |             |
| 1961.       | 427         |             |
| 1971.       | 401         |             |
| 1981.       | 579         |             |
| 1991.       | 592         | 521         |
| 2002.       | 458         | 535         |

| Етнички састав према попису из 2002.‍ | Етнички састав према попису из 2002.‍ | Етнички састав према попису из 2002.‍ | Етнички састав према попису из 2002.‍ | Етнички састав према попису из 2002.‍ |
| ------------------------------------ | ------------------------------------ | ------------------------------------ | ------------------------------------ | ------------------------------------ |
|                                      |                                      |                                      |                                      |                                      |
| Срби                                 | Срби                                 |                                      | 458                                  | 100,0%                               |
| непознато                            | непознато                            |                                      | 0                                    | 0,0%                                 |

| Година пописа     | 1948. | 1953. | 1961. | 1971. | 1981. | 1991. | 2002. |
| ----------------- | ----- | ----- | ----- | ----- | ----- | ----- | ----- |
| Број домаћинстава | 141   | 130   | 86    | 98    | 136   | 139   | 125   |

| Број чланова      | 1  | 2  | 3  | 4  | 5  | 6  | 7 | 8 | 9 | 10 и више | Просек |
| ----------------- | -- | -- | -- | -- | -- | -- | - | - | - | --------- | ------ |
| Број домаћинстава | 22 | 25 | 14 | 17 | 17 | 22 | 5 | 3 | 0 | 0         | 3,66   |

| Пол    | Укупно | Неожењен/Неудата | Ожењен/Удата | Удовац/Удовица | Разведен/Разведена | Непознато |
| ------ | ------ | ---------------- | ------------ | -------------- | ------------------ | --------- |
| Мушки  | 186    | 34               | 132          | 17             | 3                  | 0         |
| Женски | 205    | 28               | 137          | 37             | 2                  | 1         |
| УКУПНО | 391    | 62               | 269          | 54             | 5                  | 1         |

| Пол    | Укупно                    | Пољопривреда, лов и шумарство | Рибарство                            | Вађење руде и камена | Прерађивачка индустрија       |
| ------ | ------------------------- | ----------------------------- | ------------------------------------ | -------------------- | ----------------------------- |
| Мушки  | 73                        | 31                            | 0                                    | 0                    | 27                            |
| Женски | 51                        | 28                            | 0                                    | 0                    | 14                            |
| УКУПНО | 124                       | 59                            | 0                                    | 0                    | 41                            |
| Пол    | Производња и снабдевање   | Грађевинарство                | Трговина                             | Хотели и ресторани   | Саобраћај, складиштење и везе |
| Мушки  | 1                         | 0                             | 7                                    | 1                    | 2                             |
| Женски | 0                         | 0                             | 5                                    | 0                    | 0                             |
| УКУПНО | 1                         | 0                             | 12                                   | 1                    | 2                             |
| Пол    | Финансијско посредовање   | Некретнине                    | Државна управа и одбрана             | Образовање           | Здравствени и социјални рад   |
| Мушки  | 0                         | 1                             | 1                                    | 0                    | 0                             |
| Женски | 0                         | 3                             | 0                                    | 1                    | 0                             |
| УКУПНО | 0                         | 4                             | 1                                    | 1                    | 0                             |
| Пол    | Остале услужне активности | Приватна домаћинства          | Екстериторијалне организације и тела | Непознато            | Непознато                     |
| Мушки  | 2                         | 0                             | 0                                    | 0                    | 0                             |
| Женски | 0                         | 0                             | 0                                    | 0                    | 0                             |
| УКУПНО | 2                         | 0                             | 0                                    | 0                    | 0                             |